# ایان فلاکس (فیلم)
ایان فلاکس (به انگلیسی: Æon Flux) فیلمی علمی-تخیلی جاسوسی آمریکایی به کارگردانی کارین کوساما و نویسندگی فیل‌های و مت مانفردی است که بازسازی یک مجموعه پویانمایی تلویزیونی به همین نام، ساخته پیتر چانگ است. در این فیلم شارلیز ترون در نقش ایان فلاکس، سوفی اوکوندو، مارتون سوکاس، جانی لی میلر و فرانسیس مک‌دورمند ایفای نقش کرده‌اند و فیلم محصول سال ۲۰۰۵ و شرکت پارامونت پیکچرز است.

## داستان
با انتشار یک ویروس در سال ۲۰۱۱، بیش از ۹۹ درصد مردم جهان کشته می‌شوند. دانشمندی بنام «ترور گودچایلد» موفق می‌شود تا درمان ویروس را کشف کند. بدین ترتیب افرادی که زنده ماندند، به تنها شهر باقی‌مانده در زمین، بنام «برگنا» برده شده و در آنجا زندگی می‌کنند. هر روز در شهر افرادی گم می‌شوند و به همین دلیل، گروه زیر زمینی بنام «مانیکان» برای سرنگون کردن حکومت «گودچایلد» ایجاد می‌شود که اعضای آن از طریق خوردن یک قرص، با فرمانده خود ارتباط ذهنی پیدا می‌کنند. یکی از این افراد، «ایان فلاکس» است که وقتی خواهرش نیز مفقود می‌شود، دستور قتل «ترور گودچایلد» را گرفته و به قصد کشتن وی راهی محل سکونت وی می‌شود اما در آنجا با حقیقتی دیگر مواجه می‌شود و …

## بازیگران
- شارلیز ترون در نقش «ایان فلاکس»
- مارتون سوکاس در نقش «ترور گودچایلد»
- سوفی اوکوندو در نقش «سیتاندرا»
- جانی لی میلر در نقش «اورن گودچایلد»
- فرانسیس مک‌دورمند در نقش «هندلر»

## تولید
فیلمنامه کار را فیلن‌های و مت مانفردی نوشته و کارگردانی اثر بر عهده کارین کوساما (کارگردان فیلم‌های دختر مشت زن و بدن جنیفر) است. بازیگر زن برنده اسکار، شارلیز ترون نیز در نقش شخصیت اصلی فیلم؛ ایان فلاکس به بازی پرداخته است. فیلم نیز محصول «ام‌تی‌وی فیلمز» است که با توجه به اینکه یک فیلم اکشن است، نکته قابل توجه ایست.
در ابتدا گفته شده بود که میشل رودریگز در نقش ایان به بازی خواهد پرداخت که شاید یکی از دلایلش، سابقه همکاری با کارگردان اثر است. کارین کوساما خود دربارهٔ این نقش گفته بود «بازیگران معدودی بودند که هم توانایی بازی خوبی داشتند و هم از نظر فیزیکی، مناسب ایفای این نقش بودند که ترون یکی از آنها بود.»
ابتدا قرار بود که فیلم‌برداری فیلم، به دلیل شباهت‌های زیاد معماری در برازیلیا انجام شود که این اتفاق نیفتاد و بعد از بررسی چندین شهر، شهر برلین برای فیلم‌برداری فیلم انتخاب شد.
فیلم‌برداری فیلم آغاز شد تا اینکه در سپتامبر ۲۰۰۴، فیلم‌برداری بخاطر مصدومیت ترون متوقف گردید. ترون که در یکی از صحنه‌های فیلم، بجای بدلش خود به ایفای نقش پرداخت و با بدشانسی با گردن به زمین برخورد کرد و دچار مصدومیت نسبتاً شدیدی شد. وی ۵ روز را بیمارستانی در برلین سپری کرد و نزدیک به ۶ هفته زمان برد تا وی بتواند به سر صحنه فیلم‌برداری فیلم برگردد.

### میزان فروش
کمپانی پارامونت پیکچرز تصمیم گرفت تا فیلم را زودتر از موعد، به صورت خصوصی فیلم را اکران کند. فیلم در هفته نخست خود، فروش بسیار خوب ۱۲٬۶۶۱٬۱۱۲ دلار را از خود بجا گذاشت و در رتبه دوم قرار گرفت. اما این فروش خیلی زود متوقف شد و فیلم در هفته دوم نمایش خود، با ۶۳٫۹۷ درصد کاهش میزان فروش، به رده ۶ جدول سقوط کرد. فیلم در مجموع به فروش ۵۲٬۳۰۴٬۰۰۱ دلاری رسید که با توجه به بودجه تهیه آن (۶۰ میلیون دلار)، از نظر مالی یک فیلم شکست خورده تلقی شد.

### نظر منتقدین
منتقدین نیز از فیلم استقبال بسیار کمی‌کردند و فیلم در جایگاه خوبی قرار نگرفت. پیتر چانگ، کارگردان نسخه انیمیشنی فیلم نیز دربارهٔ فیلم گفته بود که «همان ۴ سال قبل که فیلمنامه فیلم را خواندم، اصلاً احساس خوبی نداشتم و ناراضی بودم». همچنین وی داستان فیلم را ناقص می‌دانست که مت مانفردی اعلام کرد که کمپانی سازنده، حدود ۳۰ دقیقه از نسخه نهایی فیلم را حذف کرده است که قسمت‌هایی که پیتر چانگ از نبود آن گلایه کرده بود نیز، در آن ۳۰ دقیقه موجود بوده‌اند.

## موسیقی
موسیقی فیلم توسط گریم رول نیوزیلندی تهیه شد.
| لیست موسیقی‌های ساخته شده برای فیلم ایان فلاکس | لیست موسیقی‌های ساخته شده برای فیلم ایان فلاکس | لیست موسیقی‌های ساخته شده برای فیلم ایان فلاکس |
| شماره                                         | نام                                           | مدت                                           |
| --------------------------------------------- | --------------------------------------------- | --------------------------------------------- |
| ۱.                                            | «Bregna ۲۴۱۵»                                 | ۴:۴۷                                          |
| ۲.                                            | «The Panopticon»                              | ۲:۳۳                                          |
| ۳.                                            | «Una Flux»                                    | ۱:۱۳                                          |
| ۴.                                            | «Torture Garden»                              | ۲:۴۰                                          |
| ۵.                                            | «Monican Mission»                             | ۱:۱۴                                          |
| ۶.                                            | «"Good Boys"»                                 | ۲:۴۰                                          |
| ۷.                                            | «The Kiss»                                    | ۳:۱۸                                          |
| ۸.                                            | «The Relical And Keeper»                      | ۴:۲۲                                          |
| ۹.                                            | «Cloning Discovery»                           | ۵:۱۵                                          |
| ۱۰.                                           | «Grenade!/Monorail Chase»                     | ۳:۴۹                                          |
| ۱۱.                                           | «"I Remember"»                                | ۱:۳۸                                          |
| ۱۲.                                           | «The Cherry Orchard»                          | ۳:۵۱                                          |
| ۱۳.                                           | «Oren Goodchild Dies»                         | ۳:۴۲                                          |
| ۱۴.                                           | «Destroying The Memories»                     | ۴:۰۴                                          |
| ۱۵.                                           | «Æon Flux»                                    | ۳:۳۴                                          |

## بازی ویدئویی
در نوامبر ۲۰۰۵ نیز بازی ویدئویی با همین نام برای کنسول‌های پلی‌استیشن ۲ و اکس باکس در آمریکای شمالی منتشر شد.

## نسخه خانگی
نسخه دی‌وی‌دی فیلم در ۲۵ آوریل ۲۰۰۶ به بازار عرضه شد و بیش از ۳۱ میلیون دلار فروش داشت.